# Juan Eladio Palmis Sánchez
Juan Eladio Palmis Sánchez  es un escritor, periodista y político español contemporáneo.

## Biografía
Nacido en diciembre de 1942 en La Majada, Mazarrón, Región de Murcia (España) y residente entre Puerto de Mazarrón y Cartagena, cursó estudios de Marina Mercante, y desde muy pronto comenzó a plasmar sus inquietudes en versos y escritos. En su primer libro La Mar Camino Blando (1977), esboza unos poemas sobre la mar y sus trajines. 
Estudioso y amante de todo lo que concierne a la América que él siempre define como "la América Morena", aquella que abarca desde el Río Bravo del Norte hasta Magallanes, ha dedicado a esta la mayoría de sus trabajos, tanto de novela, como ensayo o poesía. De entre todas aquellas formidables tierras, Palmis  decanta su preferencia por una isla que lo apasiona: Cuba. En su trabajo, Españoles en Cuba 2006, lo pone de manifiesto. 
Paralelamente a este quehacer literario, durante muchos años ha dedicado un especial interés a todo el entorno histórico de Cristóbal Colón. Ya en un primer trabajo sobre el navegante, El Oscuro Almirante de la Mar Océana (1980), apunta la hipótesis y creencia de un Colón de patria portuguesa. Conclusión a que llega tras largos estudios y aportaciones documentales que años más tarde, en 2006, publicará bajo el título Cuando Tres Carabelas se Dieron a la Mar, donde quedan plasmados algunos interrogantes de la tradicional historia escrita.  Con una amplia obra, Palmis, colaborador habitual con la prensa local, continúa con la tarea de divulgación de una historia distinta a la convencional, al tiempo que su posicionamiento junto a los desheredados de la tierra, Aboo Montó y el Paraíso Terrenal lo sitúan como un escritor poeta, o un poeta escritor, con el reloj en su hora y circunstancia.

## Obra publicada
Sus libros pertenecen a distintos géneros literarios como la poesía, la novela y el ensayo. Su pasión por la escritura hace que haya entre su producción una larga lista de títulos escritos a lo largo de su vida. Son obras en las que reúne vivencias, sentimientos, experiencia y conocimientos y que periódicamente están siendo editadas. 

### Poesía
La Mar Camino Blando, Pámpanos de Sombra Fresca, Abonico, Versos Dormidos, Versos de Cuba y Malecón, Versos Otoñales por Melilla, Versos Guerrilleros, Versos Afluentes, Versos al Rescoldo, Versos a la Mar, Versos de Invierno, Versos de Cuna y Poca Luna, Versos Consentidos, Versos Tangerinos por Marruecos, Versos Afluentes, Versos Equinocciales, La Iberiada Colombina (en verso), Versos Archiveleros.

### Narrativa
El General Asunción, Aboo Montó y el Paraíso Terrenal, A Bordo del Galeón de Manila, Camarote Abierto, Licor de Mora, Por Aquellos Tiempos. La Gira Cubana del Circo Alemán de Hitler, Protopapas, Filipinas, Demasiado Sol Para Un Imperio, Ocho Dias en Patera, Detrás del Papa, Blanca de Guerra.

#### Narrativa corta
Del Bravo a Magallanes

### Ensayo histórico
El Oscuro Almirante de la Mar Oceana, Españoles en Cuba, Cuando tres Carabelas se dieron a la Mar. Taconazo Español en Popayán y Cuba.

## Obra Inédita

### Poesía
Versos de unión con Atapuerca, Versos callejeros, Versos sueltos, Versos del terreno, Versos que Tenía, Versos arrieros, Versos espigados en verano, Versos de aguacero, Versos a las claras, Versos de noche madura, Versos propios, Versos de ahora. Versos Populares, Versos de Proa y Popa, Versos Para Mi Mismo, Versos Para Gente Buena, Versos que se entienden, Versos que Verdean, Versos que Vi, Versos Recogidos, Versos sueltos, Versos Terrales, Versos trasatlánticos, Versos Legados, Versos Mayores, Versos a Babor, Versos a Cal y Cantos, Versos a Barlovento, Versos al Güeste con Sureña, Versos Amigos, Versos Apacibles, Versos Azules, Versos con Aceite y Azúcar, Versos Consentidos, Versos de Adentro, Versos de Atrás, Versos Republicanos, Versos Piedra a Piedra, Versos en Patera, Versos Hispanos, Versos al Alba, Versos de Añoranza, Versos de la Tierra Adentro, Versos de Siempre, Versos al lado de tu lado, Versos Provocados, Versos Anclados, Versos Estelares, Versos del Parral.

### Novela
Fray Built, El clero Contra Colón. España sin marinos: Un triunfo de la Inquisición. Judíos, Indios y Diamantes, El corazón duro de Dios, El gigante que apagó su estrella Polar, Trilogía de Tres Mentiras Españolas. El Oro de Moscú, La Armada Invencible, y La Suerte de Franco, El Clero, la Gran Estafa Ibérica. Y No Arribó Ningún Dios de Los Barbudos. Párvulos. La Última Reata. La Reina que Enseñaba.